# Zeng Jinlian
Dans ce nom chinois, le nom de famille, Zeng, précède le nom personnel.
 (septembre 2023).
Pour les articles homonymes, voir Zeng.
Zeng Jinlian, née le 26 juin 1964 à Yuanjiang (province de Hunan) et morte le 13 février 1982, est la femme la plus grande de l’histoire.
Elle mesurait 2,48 m lors de sa mort le 13 février 1982.